# Alfonso Hüppi

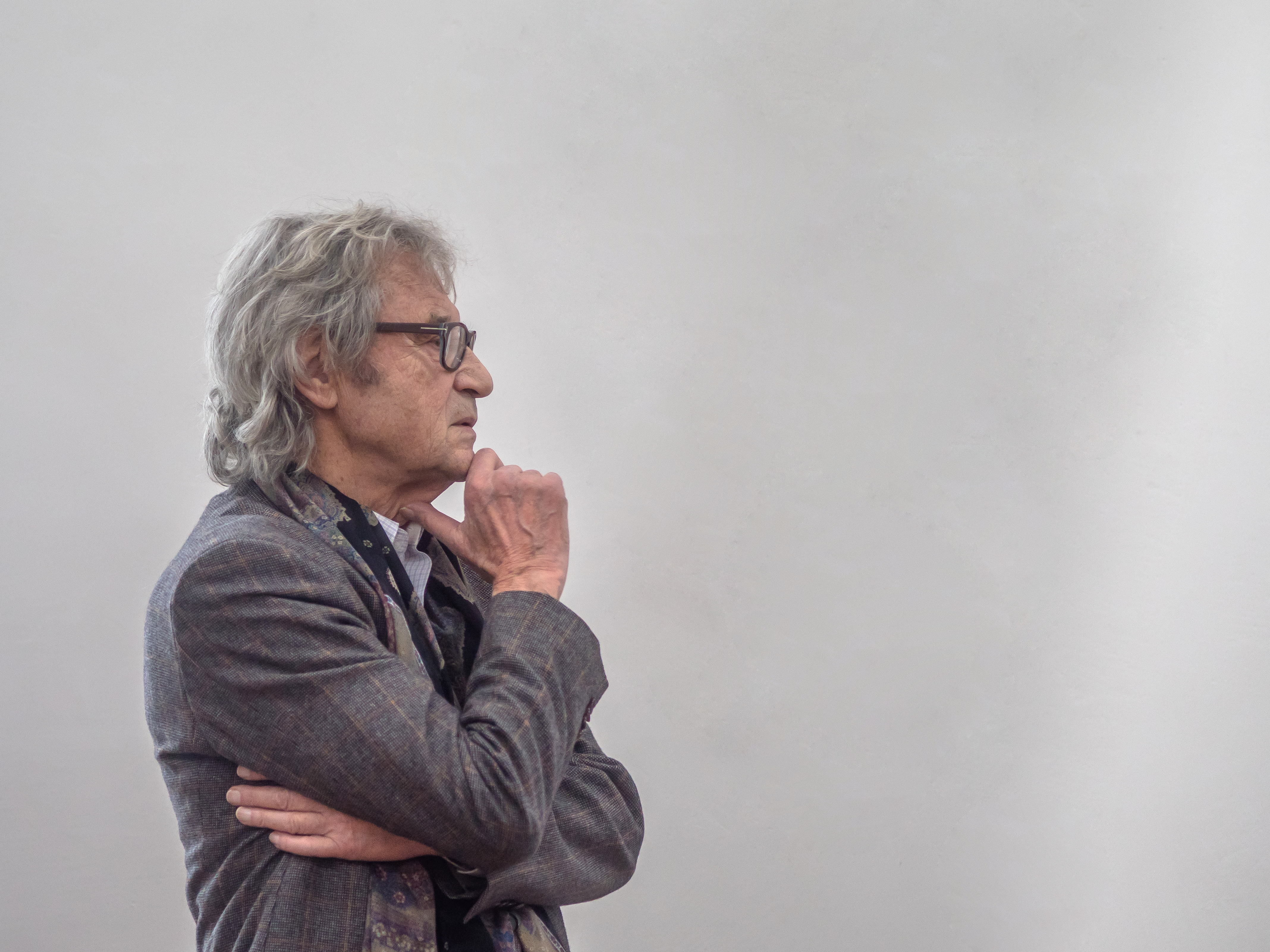
Alfonso Hüppi (2018)

Alfonso Hüppi (* 11. Februar 1935 in Freiburg im Breisgau) ist ein Schweizer Maler, Grafiker und Bildhauer. Er lebt in Baden-Baden und zeitweise in Namibia.

## Leben
Alfonso Hüppi wurde 1935 in Freiburg im Breisgau geboren. Seine Eltern stammten aus der Innerschweiz. Nachdem sie einige Jahre in Hüppis Geburtsstadt verbracht hatten, kehrten sie in ihre Heimat nach Sursee zurück. Der Vater war als junger Mann Schweizergardist in Rom gewesen und gab deshalb seinem Sohn einen italienischen Vornamen. Hüppi ließ sich 1950 bis 1954 in Luzern zum Silberschmied ausbilden und arbeitete bis 1954 als Geselle. Von 1954 bis 1958 arbeitete er als Hammerarbeiter in einem Hammerwerk. Dann zog es ihn 1958 bis 1959 auf Reisen in den Nahen Osten. Anschließend folgte 1960 ein Studium der Bildhauerei an der Kunst- und Werkschule Pforzheim und ein Studium der Kalligrafie an der Hochschule für bildende Künste in Hamburg. Dort übernahm er 1961 bis 1964 eine Dozentur für Kalligrafie und Bildnerische Gestaltung. 
Hüppi heiratete 1962 die Künstlerin Brigitta Hüppi-Weber. Kinder aus der Ehe sind Thaddäus Hüppi (* 1963) und Johannes Hüppi (* 1965). Von 1964 bis 1968 war er Mitarbeiter an der Staatlichen Kunsthalle Baden-Baden. Anschließend übernahm er von 1974 bis 1999 eine Professur für Malerei an der Kunstakademie Düsseldorf. Mit seiner Klasse unternahm er Studienreisen um das Mittelmeer herum in den Vorderen Orient, nach Afrika, Italien, Sizilien, Tunesien, Ägypten, Türkei, Kurdistan, Syrien, Persien und Armenien.
1998 gründete er mit Erwin Gebert das „Museum im Busch“ Etaneno bei Otjiwarongo in Namibia. Seither war er Leiter des dortigen Museums und des Künstlerprogramms bis zum Projektende 2017.
2005 heiratet er Yeon-Shin Kim.

## Mitgliedschaften
Hüppi ist seit 1966 Mitglied im Deutschen Künstlerbund und seit 1993 Mitglied in der Akademie der Künste in Berlin.

## Werk
Hüppi zählt zu den wichtigen Vertretern der Nachkriegsavantgarde und Postmoderne. Einzuordnen sind seine Werke zwischen dem surrealistischen Humor von André Thomkins und der konkreten Ästhetik von Max Bill. Seine Malerei zeichnet sich durch Alltags-Materialien aus. In seinen Holzobjekten und Papierarbeiten, die in ihrer spröden Sinnlichkeit Formexperimente zwischen Abstraktion und Figuration darstellen, zeigt sich eine selbstreflexive Arbeit am Bildbegriff. Hüppi schafft unkonventionelle Werke von der spontanen Handzeichnung bis zu skulpturalen Wandbildern.

## Absolventen der Kunstakademie Düsseldorf
Zu Hüppis Absolventen (1974–1999) gehörten u. a.
- Christina Assmann (* 1965)
- Monika Baer (* 1964)
- Holger Bunk (* 1954)
- Christina Doll (* 1972)
- Jörg Eberhard (* 1956)
- Stefan Ettlinger (* 1958)
- Claus Föttinger (* 1960)
- Heinz Hausmann (* 1959)
- Lisa Hoever (* 1952)
- Birgit Huebner (* 1966)
- Bertram Jesdinsky (* 1960, † 1992)
- Thomas Jessen (* 1958)
- Alex Kayser (* 1949, † 2015)
- Hendrik Krawen (* 1963)
- Ute Langanky (* 1957)
- Stefan Lausch (* 1966)
- Vera Leutloff (* 1962)
- Silke Leverkühne (* 1953)
- Sabine Metzger (* 1963)
- Horst Münch (* 1951)
- Peter Nagel (* 1963)
- Markus Oehlen (* 1956)
- Katja Pfeiffer (* 1973)
- Karl Manfred Rennertz (* 1952)
- Thomas Rentmeister (* 1964)
- Klaus Richter (* 1955)
- Dierk Schmidt (* 1965)
- Andreas Siekmann (* 1961)
- Dirk Skreber (* 1961)
- Pia Stadtbäumer (* 1959)
- Joachim Stallecker (* 1961)
- Thomas Virnich (* 1957)
- Corinne Wasmuht (* 1964)

## Ausstellungen (Auswahl)

### Einzelausstellungen
- 1964: Staatliche Kunsthalle Baden-Baden
- 1971: Museum Folkwang, Essen
- 1974: Kunsthalle Basel (CH)
- 1980: Institut für Moderne Kunst, Nürnberg
- 1981: Kunstmuseum Bern (CH)
- 1993: Akademie der Künste, Berlin
- 1996: 4 Hüppi, Museum für Neue Kunst, Freiburg im Breisgau
- 2006: Daelim Contemporary Art Museum, Seoul (KR)
- 2015: Museum Goch
- 2020, 2022: Alfonso Hüppi, Galerie Reinhold Maas, Reutlingen
- 2020: Alfonso Hüppi, Galerie Rupert Pfab, Düsseldorf, 26.06. – 29.08.2020
- 2021: Alfonso Hüppi - Natur konkret. Holzwerke von 1964 bis 2020, VAN HAM Kunstauktionen, 16.08. - 05.09.2021

### Gruppenausstellungen
- 1969 Wilhelm-Morgner-Preis für experimentelle Kunst 1969, Soest
- 1972: documenta 5, Kassel
- 1977: documenta 6, Kassel
- 2019: art Karlsruhe, internationale Messe für Klassische Moderne und Gegenwartskunst, Galerie Reinhold Maas, Reutlingen
- 2023: Laura Aberham - im Showroom Holzarbeiten von Alfonso Hüppi, Galerie Rupert Pfab, Düsseldorf, 21.01. - 11.03.2023

## Werke in öffentlichen Sammlungen (Auswahl)

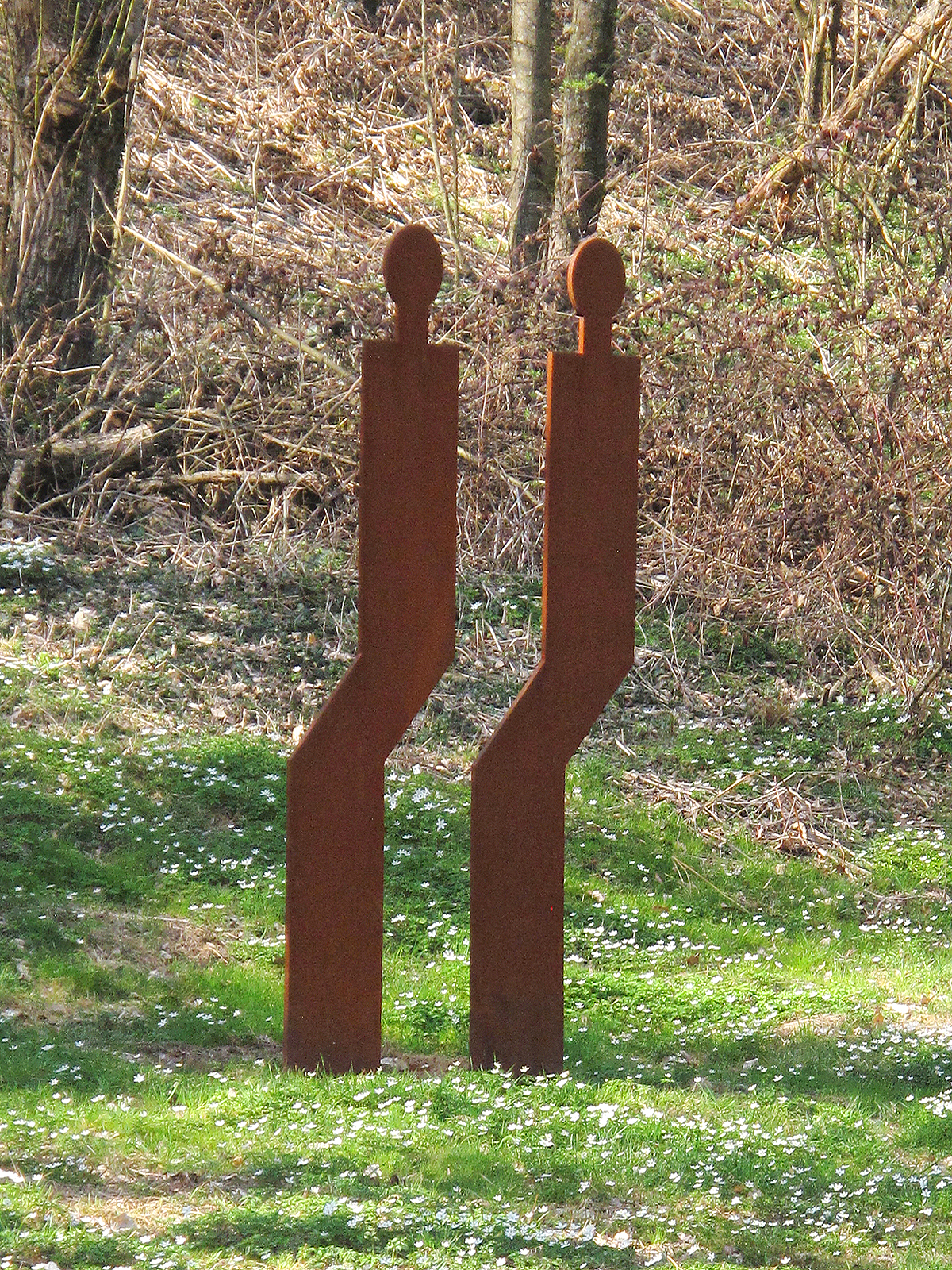
Alfonso Hüppi: Zwei Figuren, 2009, Kunstweg am Reichenbach

- Kunstsammlung der Bundesrepublik Deutschland
- Kunsthaus Grenchen (CH)
- Museum Folkwang,  Essen
- Museum Frieder Burda, Baden-Baden
- Museum van Bommel van Dam, Venlo (NL)
- National Museum of Contemporary Art Korea, Seoul (KOR)
- Sprengel Museum, Hannover
- Städtisches Museum Abteiberg, Mönchengladbach
- Staatsgalerie Stuttgart

## Werke im öffentlichen Raum (Auswahl)
- Veränderung, 1970, Holz, Steinkohle, Telefilm-Saar, Saarbrücken
- Künstlerdusche, 1977, Holz, Wasser, 150 × 25 × 300 cm, Holzbildhauer-Symposion, Freiburg im Breisgau, Im Jahr 2000 wurde die Skulptur in Bronze gegossen und befindet sich heute unter dem Titel »Die Pissende« in der Fondazione il Giardino di Daniel Spoerri, Seggiano (IT)[4]
- Adam und Eva, 1981, Brunnen, Styropor, Zeitungspapier, Propellerleim, Kaseinfarbe, Höhe 360 cm, Bundeswehrkrankenhaus Ulm
- Ei, 1981, Styropor, Kunstharz, Kaseinfarbe, Bundeswehrkrankenhaus Ulm
- Fassadenstürzer, 1981, Styropor, Kunstharz, Acrylfarbe, Bundeswehrkrankenhaus Ulm
- Zwillinge, 1981, Styropor, Zeitungspapier, Propellerleim, Kaseinfarbe, Bundeswehrkrankenhaus Ulm
- Bilderwand, 1982, Papier, Kaseinfarbe, Bilderrahmen, Glas, Bundeswehrkrankenhaus Ulm[5]
- Sehschlitze, 1993, Kaseinfarbe, Rathaus Ludwigsburg
- Turm der Liebenden, 1997, Backstein, Eisen, Bronze, Blattgold, Lackfarbe, Höhe 360 cm, ⌀ 600 cm, Il Giardino di Daniel Spoerri, Seggiano (IT)
- Manchette, 2000, Backstein, 660 cm × 156 cm × 156 cm, Eine Backstein Invervention, »Skulptur«, Littmann Kulturprojekte, Barfüsserplatz, Basel (CH)[6]
- Frontside, 2001, Makro-Tintenstrahldruck auf Kunststoffgewebe, 12,7 m × 12,9 m, Littmann Kulturprojekte, Fassade, Marktplatz 5, Basel (CH)[7]

## Auszeichnungen
- 1969: Preis der International Biennial of Graphic Arts in Ljubljana, Slowenien (SVN)
- 1974: Förderungspreis des Kunstpreises Berlin
- 1989: Preis Künstler in Baden-Baden der Gesellschaft der Freunde junger Kunst Baden-Baden
- 1997: Hans-Thoma-Preis des Landes Baden-Württemberg
- 2015: Art-Karlsruhe-Preis des Landes Baden-Württemberg und der Stadt Karlsruhe
- 2017: Erich-Heckel-Preis des Künstlerbundes Baden-Württemberg

## Veröffentlichungen (Auswahl)
- Ein paar Bemerkungen zu meiner Arbeit, in: Hoffmann, Klaus (Hrsg.): pe 19, Neue Ornamentik, München 1968, S. 14/15
- Vortrag von Alfonso Hüppi beim Symposium „Kunst im Krankenhaus“, in: Ulmer Forum, Heft 69, Frühjahr 1984, S. 13–15
- Tag- und Nachtstücke. Ein Gespräch mit Doris von Drateln, in: Kunstforum International, Bd. 93, Febr., März 1988, S. 218–227
- Hüppi, Alfonso: Die letzte Reise, Ampere-Gesellschaft, Baden-Baden 1999
- Alfonso Hüppi: Verzettelung. Eine Sammlung nächtlicher Gedanken in den Spruchbeutel gesteckt und mit flüchtigem Gekritzel versehen von Alfonso Hüppi. Düsseldorf 2001
- Graduale, in: 24 Tage im Dezember - Der größte Adventskalender der Welt, Littmann Kulturprojekte, Basel 2001
- Alfonso Hüppi: Schön wärs – Schon wars. Köln: Matto-Verlag, 2005. 44 S., ISBN 3-936392-02-1

### Buchillustrationen
- Edition Hansjörg Mayer (Hrsg.): Alfonso Hüppi – Telefonzeichnungen 1964-1980, Stuttgart 1980
- Ampère-Gesellschaft Baden-Baden(Hrsg.): Liebesperlen. Ein Mappenwerk der Ampère-Gesellschaft Baden-Baden. Gedichte von Otto Jägersberg, Zeichnungen von Alfonso Hüppi, Baden-Baden 1984
- 14 Zeichnungen von Alfonso Hüppi, in: Tages-Anzeiger, Kulturseite Zürich, 15. - 30. Januar 1988
- Haedecke, Gert (Hrsg.): Kulturradio. Erinnerungen und Erwartungen mit Zeichnungen von Alfonso Hüppi, Bonn 1996
- Hüppi, Claudio: Soorser Wöörterbüechli, mit Illustrationen von A. Hüppi, Hitzkirch 1999
- Kudszus, Hans: Das Denken bei sich. Aphorismen. Mit 25 Zeichnungen von Alfonso Hüppi, (3. Aufl.), Köln 2002
- Jägersberg, Otto. Wie Kafka beinah nach Baden-Baden in Grolleckr Sanatorium gekommen wäre vielleicht. 14 Kalendergeschichten und 39 Aquarelle; illustriert von Alfonso Hüppi. Baden-Baden: Galerie & Antiquariat Brandstätter, 2005, 77 S. : 39 Abb., ISBN 3-00-016806-0
- Hüppi, Alfonso: Canberra Sketchbook, Köln 2006

### Filmographie
- 1970: Veränderungen, Regie: Hans Emmerling
- 2002: Sehen und Denken 17. Alfonso Hüppi, Regie: Akademie der Künste
- 2006: Sentimental Journey, Regie: Yeon-Shin Kim
- 2009: Atelierskizzen Alfonso Hüppi, Regie: Norbert Wartig
- 2010: Alfonso Hüppi – wie Kunst entsteht, Regie: Birgit Kienzle
- 2016: #32 Alberto Burri im zeitgenössischen Kontext – zu Besuch bei Alfonso Hüppi Regie: Isabel Hernandez / IKS[8]

## Vorlass
VAN HAM Art Estate betreut seit 2020 den künstlerischen Vorlass von Alfonso Hüppi. Dieser umfasst Holzobjekte und Arbeiten auf Papier aus allen Schaffensphasen. Der schriftliche Vorlass befindet sich seit 2012 im Archiv Bildende Kunst/Akademie der Künste in Berlin. Des Weiteren gibt es Bestände im Zentralarchiv für deutsche und internationale Kunstmarktforschung (ZADIK) am Institut der Philosophischen Fakultät der Universität zu Köln und im documenta archiv, Kassel.